# Grégory Doucet
Grégory Doucet (París, 22 de agosto de 1973) es un político francés, miembro de Europa Ecología Los Verdes. Desde el 4 de julio de 2020 es el alcalde de Lyon.

## Biografía
Nació en París en 1973 y creció en Les Ulis (Essonne). Su padre trabaja en la industria petrolera y su madre en la secretaría en un banco.
Se graduó en una escuela de negocios en Ruan. En su época estudiantil presidió la asociación Genepi, que opera en prisión. También trabajó en torno a «gens du voyage». Su siguiente etapa fue en desarrollo y ayuda humanitaria, trabajó en Planète Enfants & Développement en Manila (Filipinas) de 2002 a 2006 y en Katmandú (Nepal) de 2006 a 2008. A su regreso a Francia, vivió durante unos meses en Corbeil-Essonnes y luego se unió a Handicap International en 2009, como gerente de operaciones en África Occidental, lo que lo llevó a establecerse en Lyon.

### Trayectoria política
Grégory Doucet se unió a Los Verdes en 2007. Durante las primarias presidenciales ecologistas en 2011, votó a Nicolas Hulot; aunque hizo hizo campaña por Eva Joly. En 2017 se convirtió en secretario de la sección de Lyon de Europa Écologie Les Verts (EELV), un puesto que dejó a finales de 2019.
Formó parte de la lista de candidatos ecologistas en las elecciones municipales de 2014 como alcalde del distrito 8 de Lyon, en posición no elegible. Durante las elecciones legislativas de 2017, intentó postularse como candidato pero no fue retenido debido a un acuerdo entre EELV y el Partido Socialista (PS). Aparece en 27.º lugar en la lista encabezada por Yannick Jadot en las elecciones al Parlamento Europeo en 2019. Al mismo tiempo, es uno de los organizadores de las marchas por el clima en Lyon

#### Elecciones municipales 2020
Ante las elecciones municipales de 2020 participa en "Madame Z" iniciativa lanzada por Renaud Payre, director del Instituto de Estudios Políticos de Lyon, con el objetivo de crear una alianza entre los diversos componentes de la izquierda y el movimiento de ecología antes de la primera vuelta. Posteriormente abandona sistema después de las Jornadas de verano EELV 2019. Durante las primarias organizadas en septiembre de 2019 por EELV para designar el cabeza de lista del partido, ganó contra Bruno Charles y Étienne Tête, representantes electos salientes y figuras históricas del partido, con el 61 % de votos. Reafirma entonces la elección de EELV de constituir una lista autónoma en la primera ronda, y excluye cualquier alianza con La République en Marche de cara a cualquiera de las dos rondas.
En la primera vuelta ganó con el 28,46 % de votos. Para la segunda vuelta alcanzó un acuerdo con Sandrine Runel y Renaud Payre (unión de la izquierda), y obtuvo el apoyo de Nathalie Perrin-Gilbert, alcaldesa del 1.er distrito de Lyon a quien le prometió un puesto de adjunta cultural. También recibió el apoyo del Partido Socialista, el Partido Comunista francés, France Insoumise, así como de los diputados Hubert Julien-Laferrière y Matthieu Orphelin (ex-LREM). Sin embargo, las negociaciones fracasaron con Georges Képénékian. Frente a las listas de Yann Cucherat y Georges Képénékian, su lista ganó la segunda ronda con el 52,4 % de votos. La lista en el 3er distrito de Lyon, también ganó la segunda ronda con el 49,95 % de votos, frente a las listas de Béatrice de Montille (LR) y Georges Képénékian (varios centros). Su victoria significó una ruptura histórica en una ciudad tradicionalmente dirigida en el centro.
El 4 de julio de 2020 fue elegido alcalde con el 51 votos, sucediendo a Gérard Collomb.

## Posiciones
En su proyecto defiende:
- el establecimiento de comidas de 100 % de agricultura ecológica, reducción del consumo y suministro de carne a 50 % locales de restauración colectiva   ;
- Reducir el tráfico de vehículos y apoyar la movilidad activa, en particular mediante la creación de una red express de bicicletas compuesta por 450 km de carriles bici seguras;
- la creación de bosques urbanos;
- la desaceleración de la construcción en ciertos distritos, especialmente el de la Part-Dieu;
- aceleración de la renovación térmica de viviendas;
- oposición al proyecto de cierre de la circunvalación de Lyon.[13][14]